# Waseem Williams
Waseem Williams (ur. 8 stycznia 1997) – jamajski lekkoatleta specjalizujący się w biegach sprinterskich. 

## Życiorys
W 2013 w Doniecku został mistrzem świata juniorów młodszych w sztafecie szwedzkiej oraz startował w finale biegu na 100 metrów. Złoty medalista mistrzostw Ameryki Środkowej i Karaibów juniorów (2014).
Rekord życiowy: bieg na 100 metrów – 10,10 (13 maja 2018, Bloomington).

## Osiągnięcia
| Rok  | Impreza                                                  | Miejsce | Konkurencja             | Lokata     | Wynik         |
| ---- | -------------------------------------------------------- | ------- | ----------------------- | ---------- | ------------- |
| 2013 | Mistrzostwa świata juniorów młodszych                    | Donieck | bieg na 100 metrów      | 7. miejsce | 10,58         |
| 2013 | Mistrzostwa świata juniorów młodszych                    | Donieck | sztafeta szwedzka       | 1. miejsce | 1:49,23       |
| 2014 | Mistrzostwa Ameryki Środkowej i Karaibów juniorów (U-18) | Morelia | bieg na 100 metrów      | 1. miejsce | 10,47         |
| 2014 | Mistrzostwa świata juniorów                              | Eugene  | sztafeta 4 × 100 metrów | 3. miejsce | 39,86 (elim.) |